# 10982 Poerink
10982 Poerink eller 2672 T-3 är en asteroid i huvudbältet som upptäcktes den 11 oktober 1977 av den nederländsk-amerikanske astronomen Tom Gehrels och det nederländska astronomparet Ingrid van Houten-Groeneveld och Cornelis Johannes van Houten vid Palomarobservatoriet. Den är uppkallad efter Urijan Poerink.
Asteroiden har en diameter på ungefär 10 kilometer och den tillhör asteroidgruppen Theobalda.